# Salzgitter-Eisenbahn 77–86 und 99–108
Die Lokomotiven Salzgitter-Eisenbahn 77–86 und Salzgitter-Eisenbahn 99–108 waren Heißdampflokomotiven und wurden von der Lokomotivfabrik Jung für die Salzgitter-Eisenbahn gebaut. Die ersten zehn Lokomotiven lieferte Jung direkt, die folgenden zehn Exemplare wurden von der Schweizerischen Lokomotiv- und Maschinenfabrik (SLM) in Winterthur gefertigt. Alle Lokomotiven waren bei den Reichswerken Hermann Göring als Rangierlokomotiven eingesetzt.
Die Lokomotiven wurden bis Mitte der 1960er Jahre eingesetzt, als die Ablösung durch Diesellokomotiven erschien. Danach wurden sie ausgemustert und verschrottet.

## Geschichte
Mitten im Zweiten Weltkrieg wurden diese Lokomotiven für den wachsenden Rangierbetrieb bestellt. Die ersten zehn Lokomotiven wurden 1943 mit den Betriebsnummern 77–86 von Jung direkt geliefert. Weitere 20 Maschinen waren noch bei Jung bestellt, wegen der angespannten Finanzlage konnten aber lediglich für zehn Maschinen die Einzelteile gefertigt werden. Die Endmontage wurde nicht mehr durchgeführt. Die Einzelteile wurden deshalb im Auftrag der Firma Jung bei der Schweizerischen Lokomotiv- und Maschinenfabrik zusammengebaut, aus diesem Grund trugen die Maschinen zwei Fabrikschilder.
Das Aufgabenprogramm der Lokomotiven war der Werksverkehr in den Stahlwerken. Nach dem Zweiten Weltkrieg wurden sie von den Verkehrsbetrieben Peine-Salzgitter übernommen und behielten ihre Bezeichnungen. Sie waren in Betrieb bis Mitte der 1960er Jahre, als ihr Einsatz durch Diesellokomotiven überflüssig wurde. Danach wurden sie ausgemustert und verschrottet.

## Technik
Die Lokomotiven hatten eine hohe Kessellage. Sie besaßen einen zusätzlichen Speisedom. Zwischen diesem und dem Dampfdom war der rechteckige Sanddom mit vier Fallrohren je Seite angeordnet. Der Kohlenkasten war hinten schräg ausgeführt, das Führerhaus hatte ein quadratisches Seitenfenster. Die Lokomotiven sollen nach Aussage der Verkehrsbetriebe Salzgitter nach Zeichnungen von Krupp gefertigt worden sein.
Die Radsätze liefen in Gleitlager. Die Steuerung nach Bauart Heusinger war über Hängeeisen umsteuerbar. Der Achsstand war in Anbetracht der geringen Höchstgeschwindigkeit der Lok von 40 km/h ausreichend.